# Balatunus
Balatunus (nom derivat del llatí Platanus) fou una fortalesa medieval de Síria, modernament unes ruïnes anomenades Qàlat al-Mahàliba —en àrab قلعة المهالبة, qalʿat al-Mahāliba—, al peu del djebal Ansariyé, que dominava, junt amb els castell de Sayhun, la plana de Laodicea i la ruta des de l'Orontes al port de Djabala.
El ghassànida Djabala ben al-Haytham va construir un port amb el nom Balatunus. La fortalesa segon uns fou construïda pels romans al segle i, i segons altres pel clan dels Banu Ahmar i mantinguda pels romans d'Orient; va passar a Sayd al-Dawla d'Alep entre 947 i 949, però vers la tardor del 974 els romans d'Orient la van reconquerir (ja era romana d'Orient el 975). Els croats la van adquirir vers 1117 i Roger d'Antioquia la va donar en feu al senyor de Saone que la va conservar del 1118 al 1188 quan va caure en poder de Saladí que la va confiar a Nasir al-Din Mankawars junt amb les de Sayhun i Burzayh. Sota els aiúbides va ser part de l'emirat d'Alep la història de la qual va seguir fins al 1269 quan es va sotmetre a Baybars el sultà mameluc i esdevingué el centre d'un dels sis districtes de la niyaba de Trípoli del Líban. Entre 1280 i 1287, fou la capital de l'anti-sultanat mameluc dirigit per Sunkur al-Ashqar.
En data desconeguda va caure en ruïnes i va canviar de nom, el que va fer difícil la identificació.